# 溝口智成
溝口 智成（みぞぐち ともなり、1967年11月23日 - ）は、神奈川県出身の元アマチュア野球選手、監督である。ポジションは内野手。

## 来歴・人物
湘南高校卒業後に1年浪人して、立教大学に入学する。
東京六大学野球リーグでは一塁手として活躍し、3年秋は優勝に貢献。2度のベストナインを受賞した。
大学卒業後は社会人野球のリクルートに入社した。チームがローソンとなった後もプレーした。
チーム解散後はリクルートの社業に戻り、退職後の2014年から母校の立教大学の監督を務め、2017年の全日本大学野球選手権ではチームを59年ぶりの日本一に導いた。しかし、2023年9月に部員の問題行動が発覚し、秋季リーグの出場を自粛。そのままリーグ戦終了後に退任することとなった。
2024年1月に東京新大学野球リーグ・杏林大学硬式野球部の監督に就任した。
大学日本代表のコーチも歴任し、立教大学監督時代の2016年には第28回ハーレムベースボールウィーク日本代表の監督を務めた。